# Тапакуло білогорлий
Тапакуло білогорлий (Scelorchilus albicollis) — вид горобцеподібних птахів родини галітових (Rhinocryptidae).

## Поширення
Ендемік Чилі. Поширений від регіону Атакама до провінції Куріко. Живе в центральній долині Чилі, на Прибережному хребті та передгір'ях, від рівня моря до висоти 1700 метрів над рівнем моря.

## Опис
Дрібний птах, завдовжки 18-19 см. На спині коричневий з червонуватими тонами. Брова кремово-біла. Черевна частина біла з поперечними чорними смугами.

## Спосіб життя
У пошуках їжі — комах, павукоподібних, молюсків, риє землю своїми сильними чорними ногами. Раціон доповнює також дрібними ящірками. Розмножується у вересні та жовтні. Він риє нору в ярі, на дні якої облаштовує гніздо. Самиця відкладає 2-3 білих яйця.

## Підвиди
- Scelorchilus albicollis atacamae Hellmayr, 1924 — північ Чилі.
- Scelorchilus albicollis albicollis (Kittlitz, 1830) — населяє центральну частину Чилі.